# Amilcare Moretti
Amilcare Moretti war ein italienischer Motorradrennfahrer, der in den 1920er und 1930er Jahren aktiv war.
Er trat gewann – vordergründig auf Bianchi-Maschinen startend – zahlreiche Rennen sowie zweimal die Italienische Meisterschaft in der 350-cm³-Klasse.

## Werdegang
Moretti belegte am 13. September 1925 auf einer Orione den fünften Platz im 175-cm³-Rennen des IV. Großen Preises der Nationen auf dem Circuito di Milano in Monza, bei dem die Titel der Motorrad-Europameisterschaft 1925 ausgefahren wurden.
Im Jahr 1926 war Moretti für Garelli unterwegs und feierte in der Klasse bis 350 cm³ Hubraum Erfolge. Ende Juni des Jahres gewann er das Rennen Circuito di Padova in Padua und etwa einen Monat später das Circuito della Versilia in Pietrasanta – jeweils in der 350er-Kategorie. Bei der Coppa dell’Adriatico in Rimini und beim Nationen-Grand-Prix in Monza wurde er jeweils Dritter, womit er die Italienische Meisterschaft in der 350er-Klasse als Zweiter hinter Tazio Nuvolari abschloss.
Die Rennsaison 1927 begann für Moretti auf Bianchi mit Rang zwei hinter Nuvolari im 350er-Rennen des Circuito di Lugo in Ravenna. Es folgten zahlreiche weitere Podestplätze in 350er-Rennen und unter anderem am 10. Juli der Sieg beim Circuito di Crema in Crema in der Lombardei. Die Italienische 350er-Meisterschaft schloss er auf Rang fünf ab.
Zur Saison 1928 verpflichtete Bianchi Amilcare Moretti und Achille Varzi für sein Werksteam. Moretti war in der 350-cm³-Klasse aktiv und gewann mit einem Sieg beim Circuito di Crema sowie zahlreichen Podestplätzen er in diesem Jahr souverän vor Terzo Bandini die Italienische Meisterschaft der 350er-Klasse.
Anfang April 1929 gewann Moretti auf Bianchi die 350-cm³-Wertung der Targa Florio motociclistica. Diesem Sieg folgten zahlreiche weitere – unter anderem beim Großen Preis der Nationen – und Moretti verteidigte er seinen im Vorjahr gewonnenen 350er-Titel erfolgreich.
1930 schloss Moretti die Italienische 350-cm³-Meisterschaft auf Bianchi hinter Mario Ghersi und Tazio Nuvolari als Dritter ab. 1934 gewann er auf Moto Guzzi den 250-cm³-Lauf des Großen Preises der Schweiz in Bremgarten und erreichte Rang fünf in der Halbliterklasse der Italienischen Meisterschaft. Im Jahr 1935 wurde Moretti auf Moto Guzzi hinter Aldo Pigorini und Riccardo Brusi (beide ebenfalls Moto Guzzi) Dritter der 250er-Klasse der Italienischen Meisterschaft.

## Statistik

### Erfolge
- 1928 – Italienischer 350-cm³-Meister auf Bianchi
- 1929 – Italienischer 350-cm³-Meister auf Bianchi

### Rennsiege
| Jahr | Klasse  | Maschine   | Rennen                            | Strecke / Ort         |
| ---- | ------- | ---------- | --------------------------------- | --------------------- |
| 1926 | 350 cm³ | Garelli    | Circuito di Padova                | Padua                 |
| 1926 | 350 cm³ | Garelli    | Circuito della Versilia           | Pietrasanta           |
| 1926 | 350 cm³ | Garelli    | Circuito di Belfiore              | unbekannt             |
| 1927 | 350 cm³ | Bianchi    | Circuito di Crema                 | Crema                 |
| 1927 | 500 cm³ | Moto Guzzi | unbekannt                         | Versilia              |
| 1928 | 350 cm³ | Bianchi    | Circuito di Crema                 | Crema                 |
| 1929 | 350 cm³ | Bianchi    | Targa Florio motociclistica       |                       |
| 1929 | 350 cm³ | Bianchi    | Circuito di Reggio Emilia         | Reggio Emilia         |
| 1929 | 350 cm³ | Bianchi    | Circuito di Belfiore              | Mantua                |
| 1929 | 350 cm³ | Bianchi    | Gran Premio del Moto Club di Roma | Circuito Tre Fontane  |
| 1929 | 350 cm³ | Bianchi    | Circuito di Crema                 | Crema                 |
| 1929 | 350 cm³ | Bianchi    | Circuito di Carate                | Carate                |
| 1929 | 350 cm³ | Bianchi    | Coppa del Mare                    | Circuito di Montenero |
| 1934 | 350 cm³ | Moto Guzzi | Großer Preis der Schweiz          | Bremgarten            |